# Plator indicus
Plator indicus är en spindelart som beskrevs av Simon 1897. Plator indicus ingår i släktet Plator och familjen Trochanteriidae. Inga underarter finns listade i Catalogue of Life.